# 山口清一郎
山口 清一郎（やまぐち せいいちろう、1938年3月10日 - 2007年11月10日）は、日本の映画監督。東京・品川出身。

## 来歴
60年代安保世代で映画を志し、1962年に早稲田大学文学部を卒業後、日活撮影所に入社した。同期入社には、映画監督の曽根中生、大和屋竺、岡本孝二、映画プロデューサーの岡田裕、作家の榛谷泰明らがいる。監督デビュー作となる『恋の狩人 ラブ・ハンター』が警視庁に摘発され、同僚監督の藤井克彦、近藤幸彦と共に「猥褻裁判」の被告となったことで知られる。「猥褻裁判」は1980年に高裁で無罪が確定した。
なおこのときの主演女優の田中真理をその後の『恋の狩人 欲望』『-北村透谷- わが冬の歌』においても起用している。
藤井克彦、近藤幸彦と異なり、『恋の狩人』シリーズと『田中真理』に、強くこだわり続け、会社企画のプログラムピクチャーの監督を断り続けた為、日活社内で異端視され、2作目以降解雇されるまで、新たなロマンポルノ映画を監督する事が出来なかった。
日活脚本家グループの具流八郎の一員でもあった。また、神代辰巳との共同脚本ペンネームとして「こうやまきよみ」名義も使っていた。
1977年日活の経営合理化で解雇されフリーとなる。2007年11月10日に死去した。

## 作品
- 鮮血の記録（日活、1970年）脚本兼助監督
- いちどは行きたい女風呂（日活、1970年）助監督
- ネオン警察 女は夜の匂い（日活、1970年）助監督
- 谷岡ヤスジのメッタメタ ガキ道講座（日活、1971年）助監督
- 逆縁三つ盃（日活、1971年）助監督
- 恋の狩人 ラブ・ハンター（日活、1972年）監督、こうやまきよみ名義で脚本
- 濡れた唇（日活、1972年）こうやまきよみ名義で脚本
- 恋の狩人 欲望（日活、1973年）脚本兼監督
- 北村透谷 わが冬の歌（三映社＝ATG、1977年）監督
- お百姓の足 坊さんの足（東映教育映像部、1980年）脚本
- 理想の動物園を求めて（東映教育映像部、1985年）脚本

## 関連図書
- 『日活ロマンポルノ異聞　国家を嫉妬させた映画監督・山口清一郎』 鈴木義昭著、社会評論社刊